# 대한민국 형법 제287조
대한민국 형법 제287조는 미성년자의 약취, 유인에 대한 형법각칙의 조문이다. 미수범을 처벌하며 대한민국 영역 밖에서 죄를 범한 외국인에게도 적용한다.

## 조문
제287조(미성년자의 약취, 유인) 미성년자를 약취 또는 유인한 사람은 10년 이하의 징역에 처한다. [전문개정 2013.4.5]

## 참조 조문
형법 제10조

## 판례
- 미성년자가 혼자 머무는 주거에 침입하여 그를 감금한 뒤 폭행 또는 협박에 의하여 부모의 출입을 봉쇄하거나, 미성년자와 부모가 거주하는 주거에 침입하여 부모만을 강제로 퇴거시키고 독자적인 생활관계를 형성하기에 이르렀다면 미성년자약취죄에 해당한다.[2]
- 미성년자 약취행위에서 폭행 또는 협박의 정도는 상대방을 실력적 지배하에 둘 수 있을 정도면 족하고 반드시 상대방의 반항을 억압할 정도의 것임을 요하지 않는다.[3]
- 아내가 교통사고로 사망한 후 장인에게 미성년인 아들의 양육을 맡겨 왔으나, 교통사고 배상금 등을 둘러싸고 장인과 분쟁이 발생하자 자신이 직접 아들을 양육하기로 마음먹고 하교하는 아들을 본인의 의사에 반하여 강제로 차에 태우고 외할아버지에게 간다는 등의 거짓말로 속인 후 사실상 자신의 지배하에 옮긴 경우 미성년자약취 유인죄가 성립한다.[4]
- 형법 제287조에 규정된 미성년자약취죄의 입법 취지는 심신의 발육이 불충분하고 지려와 경험이 풍부하지 못한 미성년자를 특별히 보호하기 위하여 그를 약취하는 행위를 처벌하려는 데 그 입법의 취지가 있으며, 미성년자의 자유 외에 보호감도자의 감호권도 그 보호법익으로 하고 있다는 점을 고려하면, 피고인과 공범들이 미성년자를 보호, 감독하고 있던 그 아버지의 감호권을 침해하여 그녀를 자신들의 사실상 지배하로 옮긴 이상 미성년자약취죄가 성립한다 할 것이고, 약취행위에 미성년자의 동의가 있었다 하더라도 본죄의 성립에는 변함이 없다[5]
- 미성년자를 보호감독하는 자라 하더라도 다른 보호감독자의 감호권을 침해하거나 자신의 감호권을 남용하여 미성년자 본인의 이익을 침해하는 경우에는 미성년자 약취, 유인죄의 주체가 될 수 있다[6]
- 미성년자를 유인한 자가 계속하여 미성년자를 불법하게 감금하였을 때에는 미성년자유인죄 이외에 감금죄가 별도로 성립한다[7]

### 보호감독자의 행위와 미성년자약취죄
- [미성년자약취죄 및 국외이송약취죄 등의] 구성요건요소로서 약취란 폭행, 협박 또는 불법적인 사실상의 힘을 수단으로 사용하여 피해자를 그 의사에 반하여 자유로운 생활관계 또는 보호관계로부터 이탈시켜 자기 또는 제3자의 사실상 지배하에 옮기는 행위를 의미한다[8].
- 미성년의 자녀를 부모가 함께 동거하면서 보호․양육하여 오던 중 부모의 일방이 상대방 부모나 그 자녀에게 어떠한 폭행, 협박이나 불법적인 사실상의 힘을 행사함이 없이 그 자녀를 데리고 종전의 거소를 벗어나 다른 곳으로 옮겨 자녀에 대한 보호․양육을 계속 하였다면, 형법상 미성년자에 대한 약취죄의 성립을 인정할 수 없다.[9]

## 참고 문헌
- 김재윤(학원인), 손동권 저, 새로운 형법각론, 율곡출판사, 2013. ISBN 9788997428342

## 같이 보기
- 대한민국 형법 제9조 형사미성년자
- 감금죄
- 협박죄
- 인신매매